# De Tomaso Vallelunga
De Tomaso Vallelunga — спортивный автомобиль с задней среднемоторной, заднеприводной компоновкой, выпускавшийся De Tomaso с 1964 по 1968 год.

## История
Аргентинский автогонщик - Алехандро Де Томасо, обосновавшийся в Италии, основал свою фирму в 1959 году и сначала выпускал гоночные автомобили с двигателями OSCA. 
Vallelunga базировалась на родстере, разработанном дизайнерами Carozzeria Fissore и была названа в честь Автодрома Валлелунга (итал. Autodromo di Vallelunga). Первый концепт-кар был представлен на Туринском автосалоне 1964 года. De Tomaso надеялась продать дизайн концепт-кара другой компании, возможно Ford; в итоге, после многочисленных отказов, автомобиль был построен Ghia.

## Характеристики
Двигатель — Ford Kent, рядный 4-цилиндровый рабочим объёмом 1,5 л, 6200 об/мин, мощностью 104 л. с. (78 кВт), устанавливавшейся также на Ford Cortina. Автомобиль использовал ведущий мост от Volkswagen Beetle с коробкой передач Hewland. Шасси — штампованное с трубчатыми подрамниками. Подвеска имела двойные поперечные рычаги с пружинами на всех четырёх стойках от Triumph. Масса этого небольшого автомобиля составляла 726 кг. Кузов изготавливался из стекловолокна и имел алюминиевые детали. Тормоза — дисковые на всех колёсах.

## Дальнейшая судьба
Собранное в Италии шасси с установленным на нём двигателем с высоким крутящим моментом оказалось неудачным, что приводило к частым поломкам диска сцепления. Всего было выпущено 53 автомобиля (58 включая алюминиевые прототипы и гоночные машины) до того, как Vallelunga была заменена на De Tomaso Mangusta. Последняя использовала значительно модернизированное шасси Vallelunga с двигателем Ford Boss 302 и кузовом от Джорджетто Джуджаро (Giorgetto Giugiaro).
Одним из владельцев Vallelunga был Риччи Мартин, сын Дина Мартина. Он получил машину красного цвета на своё шестнадцатилетие, но спустя несколько недель его брат разбил её в ДТП. Мать Риччи приложила усилия, чтобы достать замену этому автомобилю в Милане и организовать воздушную перевозку в Калифорнию. Спустя несколько лет Риччи продал Vallelunga, чтобы приобрести новый Mangusta. Автомобиль Риччи (VIN 807DT0116) был восстановлен К. Кронке (K. Krohncke) в Сан-Хосе, штат Калифорния и в 1980 году продан коллекционеру в Флориде, у которого и хранится в настоящее время.